# Tan Twan Eng
Tan Twan Eng (kínai: 陳團英) Pinangben született  maláj író, született 1972-ben.

## Élete
Tan a University of London egyetemen tanult jogot, később jogászként és ügyvédként dolgozott egy Kuala Lumpur-i ügyvédi irodában, mielőtt írói pályára lépett. Első danos aikidoka, jelenleg Fokvárosban él.

## Pályafutása
Az első regénye az Esőcsináló 2007-ben jelent meg, amit jelöltek a Man Booker-díj is. A könyv története Pinangben játszódik Malajzia japán megszállása előtti és alatti időkben. A könyvet lefordították olasz, spanyol, görög, román, cseh, szerb, francia, orosz és magyar nyelvre.
A második regénye, Az Esti ködök kertje, 2012-ben jelent meg. A könyvet jelölték a Man Booker Prize 2012 díjra és elnyerte a Man Asian Literary Prize díjat, valamint a Walter Scott történelmi regény díjat.
Tan fellépett irodalmi fesztiválokon, többek között a szingapúri írófesztiválon, a Bali Ubud íróinak fesztiválján, a hongkongi Asia Man Booker fesztiválon, a shanghai Nemzetközi Irodalmi Fesztiválon, a Perth Writers Fesztiválon, az Abbotsford Conventen Melbourne-ben, Ausztráliában és a dél-afrikai Franschhoek Irodalmi Fesztiválon.

## Magyarul
- Az esti ködök kertje; ford. Hegedűs Péter; Tarandus, Győr, 2014
- Esőcsináló; ford. Hegedűs Péter; Tarandus, Győr, 2015

## Külső hivatkozások
- Hivatalos weboldal
- Interjú (magyarul) Archiválva 2017. június 30-i dátummal a Wayback Machine-ben